# Socialistes indépendants d'Estrémadure
Socialistes indépendants d'Estrémadure (en espagnol : Socialistas Independientes de Extremadura) (SIEX) est un parti politique social-démocrate de la communauté d'Estrémadure. Il a été fondé en 1994 d'une scission du PSOE par José María Sánchez Navarro, qui est alors maire de Carcaboso.

## Présentation

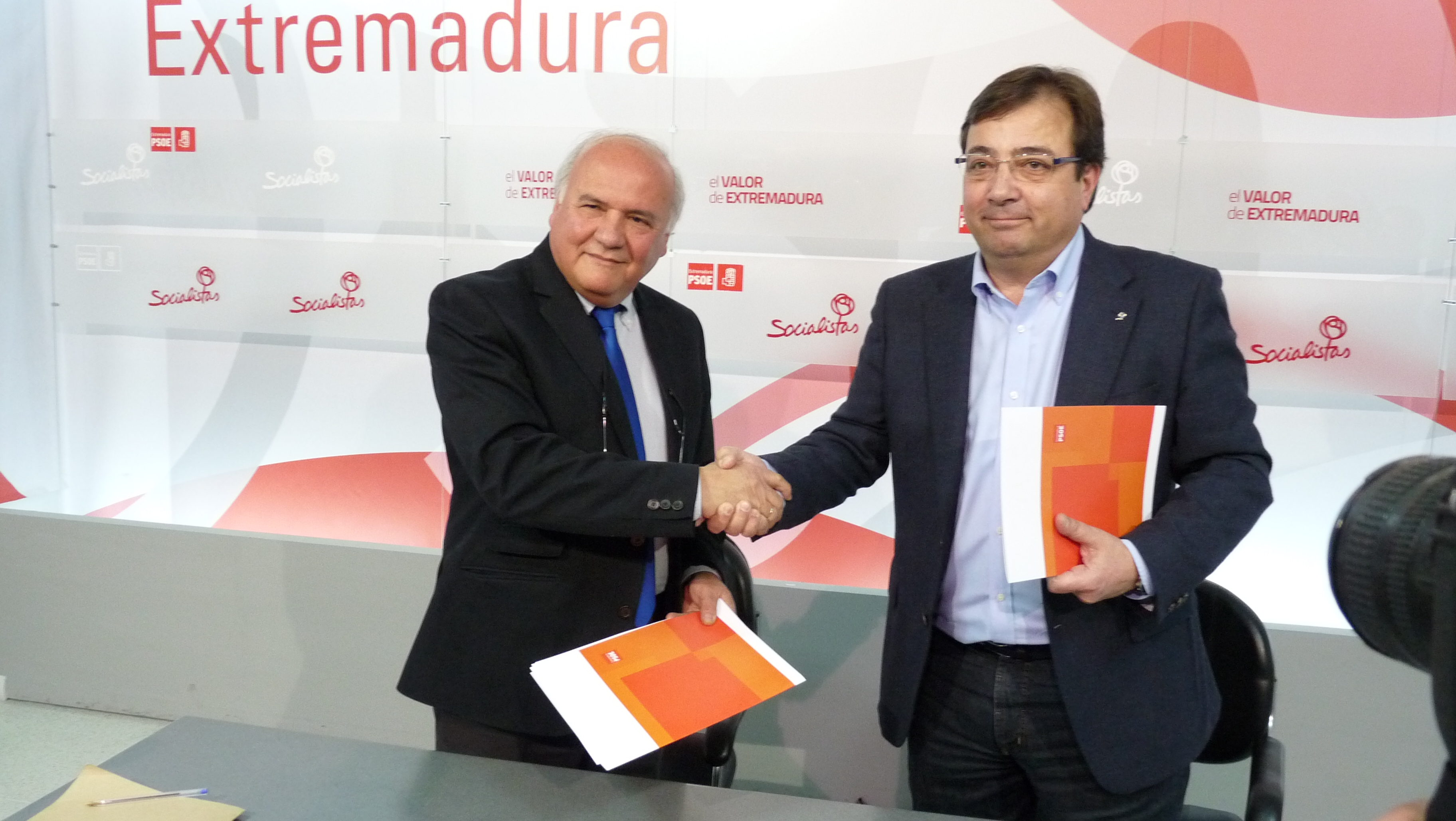
José Antonio Jiménez García et Guillermo Fernández Vara, lors de la signature de l'accord entre le SIEX et le PSOE pour les élections à l'Assemblée d'Estrémadure de 2015.

En février 1995, León Romero, maire de Don Benito et José Antonio Jiménez García, personnalités du PSOE d'Estrémadure rejoignent ses rangs.
Pour les élections à l'Assemblée d'Estrémadure de 2015, SIEX se présente conjointement avec le PSOE et obtient 2 députés, tandis que le PSOE en obtient 28.

### Sources
- (es) Cet article est partiellement ou en totalité issu de l’article de Wikipédia en espagnol intitulé « Socialistas Independientes de Extremadura » (voir la liste des auteurs).